# Liste der ecuadorianischen Botschafter in den Vereinigten Staaten

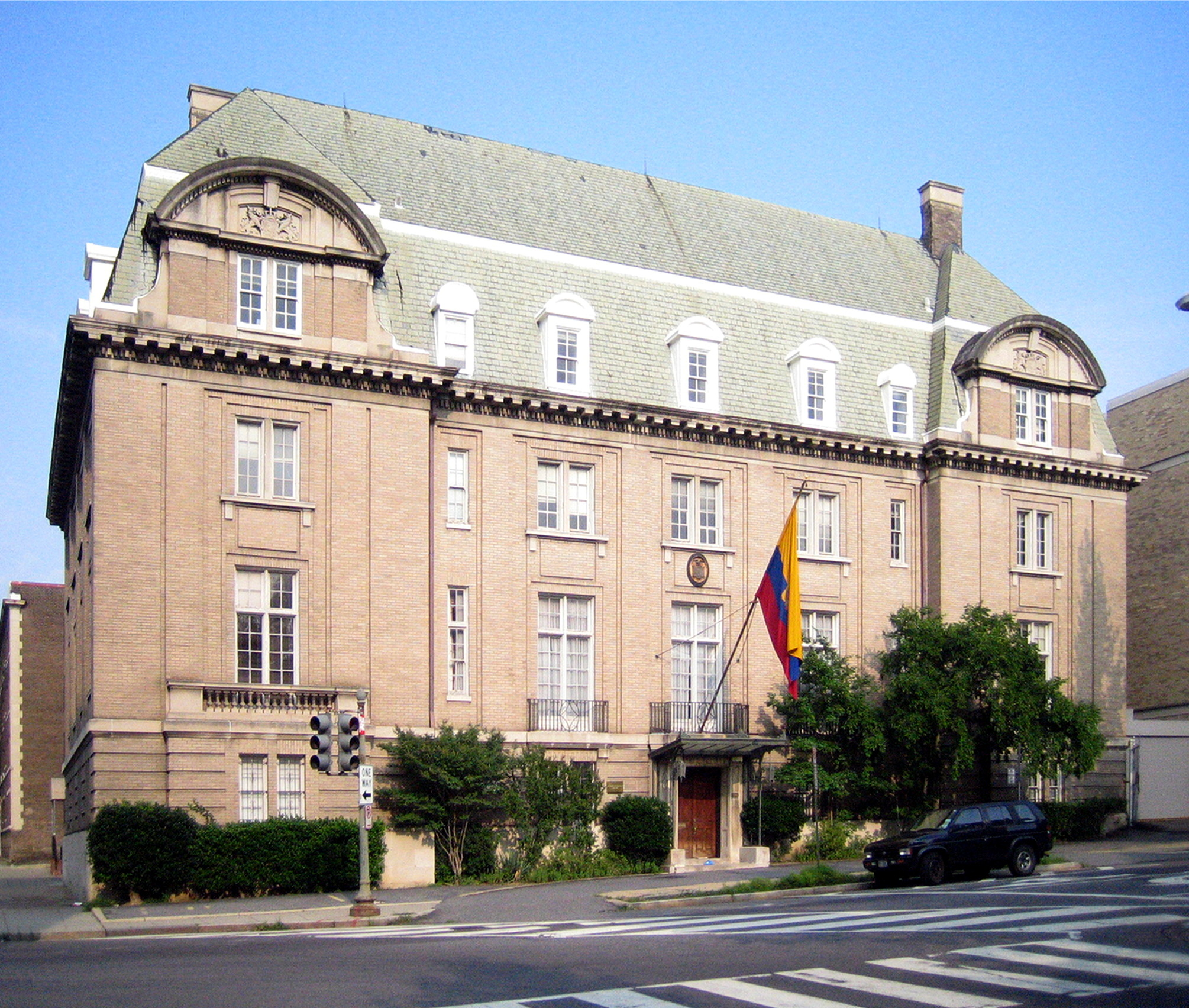
Ecuadorean Embassy, 15th St NW Washington, D.C.

Die Gesandtschaft Ecuadors wurde am 17. September 1936 zur Botschaft aufgewertet.
| Ernennung Akkreditierung | Name                          | Bemerkungen                             | ernannt von                   | akkreditiert bei der Regierung | Posten verlassen |
| ------------------------ | ----------------------------- | --------------------------------------- | ----------------------------- | ------------------------------ | ---------------- |
| 1889                     | José Plácido Caamaño          |                                         | Antonio Flores Jijón          | Benjamin Harrison              |                  |
| 15. Jan. 1896            | Luis Felipe Carbo y Amador    |                                         | Eloy Alfaro                   | Grover Cleveland               |                  |
| 12. Jan. 1903            | Alfredo Baquerizo Moreno      |                                         | Leonidas Plaza Gutiérrez      | Theodore Roosevelt             |                  |
| 1. Dez. 1905             | Leonidas Plaza Gutiérrez      |                                         | Lizardo García                | Theodore Roosevelt             |                  |
| 28. Mai 1906             | Luis Felipe Carbo y Amador    |                                         | Eloy Alfaro                   | Theodore Roosevelt             |                  |
| 5. Aug. 1910             | Rafael Maria Arízaga Machuca  | [ 1 ]                                   | Eloy Alfaro                   | William Howard Taft            |                  |
| 15. Juli 1913            | Gonzalo Córdova               |                                         | Leonidas Plaza Gutiérrez      | Woodrow Wilson                 |                  |
| 16. Feb. 1917            | Rafael Héctor Elizalde        | [ 2 ]                                   | Alfredo Baquerizo Moreno      | Woodrow Wilson                 |                  |
| 28. Okt. 1924            | Doctor Francisco Ochoa Ortiz  |                                         | Gonzalo Córdova               | Calvin Coolidge                |                  |
| 27. Okt. 1928            | Gonzalo Zaldumbide            | [ 3 ]                                   | Isidro Ayora                  | Calvin Coolidge                |                  |
| 25. Okt. 1929            | Homero Viteri LaFronte        | [ 4 ]                                   | Isidro Ayora                  | Herbert Hoover                 |                  |
| 12. Sep. 1933            | Colón Eloy Alfaro Paredes     | [ 5 ]                                   | Abelardo Montalvo             | Franklin D. Roosevelt          |                  |
| 12. Juli 1944            | Galo Plaza Lasso              |                                         | José María Velasco Ibarra     | Franklin D. Roosevelt          |                  |
| 13. Dez. 1946            | Francisco Yllescas Barreiro   |                                         | José María Velasco Ibarra     | Harry S. Truman                |                  |
| 31. Dez. 1947            | Agustín Dillon Valdez         | (* 18. März 1895)                       | Carlos Julio Arosemena Tola   | Harry S. Truman                |                  |
| 17. Jan. 1951            | Luis Antonio Peñaherrera      |                                         | Galo Plaza Lasso              | Harry S. Truman                |                  |
| 12. Dez. 1952            | José R. Chiriboga V.          | [ 6 ]                                   | José María Velasco Ibarra     | Harry S. Truman                |                  |
| 16. Juli 1956            | Dr. Teodoro Alvarado-Garaicoa |                                         | Camilo Ponce Enríquez         | Dwight D. Eisenhower           |                  |
| 19. Dez. 1956            | Dr. José R. Chiriboga V.      |                                         | Camilo Ponce Enríquez         | Dwight D. Eisenhower           |                  |
| 10. Jan. 1962            | Neftali Ponce-Miranda         | [ 7 ]                                   | Carlos Julio Arosemena Monroy | John F. Kennedy                |                  |
| 24. Okt. 1963            | José Antonio Correa           | [ 8 ]                                   | Ramón Castro Jijón            | Lyndon B. Johnson              |                  |
| 15. Dez. 1964            | Gustavo Larrea Cordova        | (* in Cuenca (Ecuador))                 | Ramón Castro Jijón            | Lyndon B. Johnson              |                  |
| 12. Sep. 1967            | Carlos Mantilla-Ortega        |                                         | Otto Arosemena                | Lyndon B. Johnson              |                  |
| 19. Dez. 1972            | Alberto Quevedo-Toro          |                                         | Guillermo Rodríguez Lara      | Richard Nixon                  |                  |
| 29. Jan. 1975            | José C. Cardenas              |                                         | Guillermo Rodríguez Lara      | Gerald Ford                    |                  |
| 17. Feb. 1977            | Gustavo Ycaza Borja           |                                         | Alfredo Poveda                | Jimmy Carter                   |                  |
| 12. Okt. 1979            | Ricardo Crespo-Zaldumbide     |                                         | Jaime Roldós                  | Jimmy Carter                   |                  |
| 9. Jan. 1984             | Rafael Garcia-Velasco         |                                         | León Febres Cordero           | Ronald Reagan                  |                  |
| 26. Nov. 1984            | Mario Ribadeneira             |                                         | León Febres Cordero           | Ronald Reagan                  |                  |
| 7. Feb. 1989             | Jaime Moncayo                 |                                         | Rodrigo Borja                 | George H. W. Bush              |                  |
| 19. Nov. 1992            | Edgar Terán Terán             |                                         | Sixto Durán Ballén            | George H. W. Bush              |                  |
| 2. Sep. 1997             | Alberto Maspons Guzman        | wurde am 8. September 1997 Botschafter  | Fabián Alarcón                | Bill Clinton                   |                  |
| 9. Nov. 1998             | Ivonne A-Baki                 | wurde am 21. Januar 1999 Botschafterin  | Jamil Mahuad                  | Bill Clinton                   |                  |
| 17. Juli 2003            | Raul Gangotena-Rivadeneira    | wurde am 10. September 2003 Botschafter | Lucio Gutiérrez               | George W. Bush                 |                  |
| 26. Sep. 2005            | Luis Gallegos                 | wurde am 3. Oktober 2005 Botschafter    | Alfredo Palacio               | George W. Bush                 |                  |
| 2. Dez. 2011             | Saskia Natalie Cely Suzrez    | wurde am 18. Januar 2012 Botschafterin  | Rafael Correa                 | Barack Obama                   |                  |
| 7. Mai 2015              | Francisco Jose Borja Cevallos | wurde am 8. Mai 2015 Botschafter        | Lenín Moreno                  | Barack Obama                   | 2017             |
| 2017                     | Francisco Carrión             |                                         | Lenín Moreno                  | Donald Trump                   | 9. Januar 2020   |
| 6. Feb. 2020             | Ivonne A-Baki                 |                                         | Lenín Moreno                  | Donald Trump                   |                  |